# Deutsche Burgenvereinigung

Logo

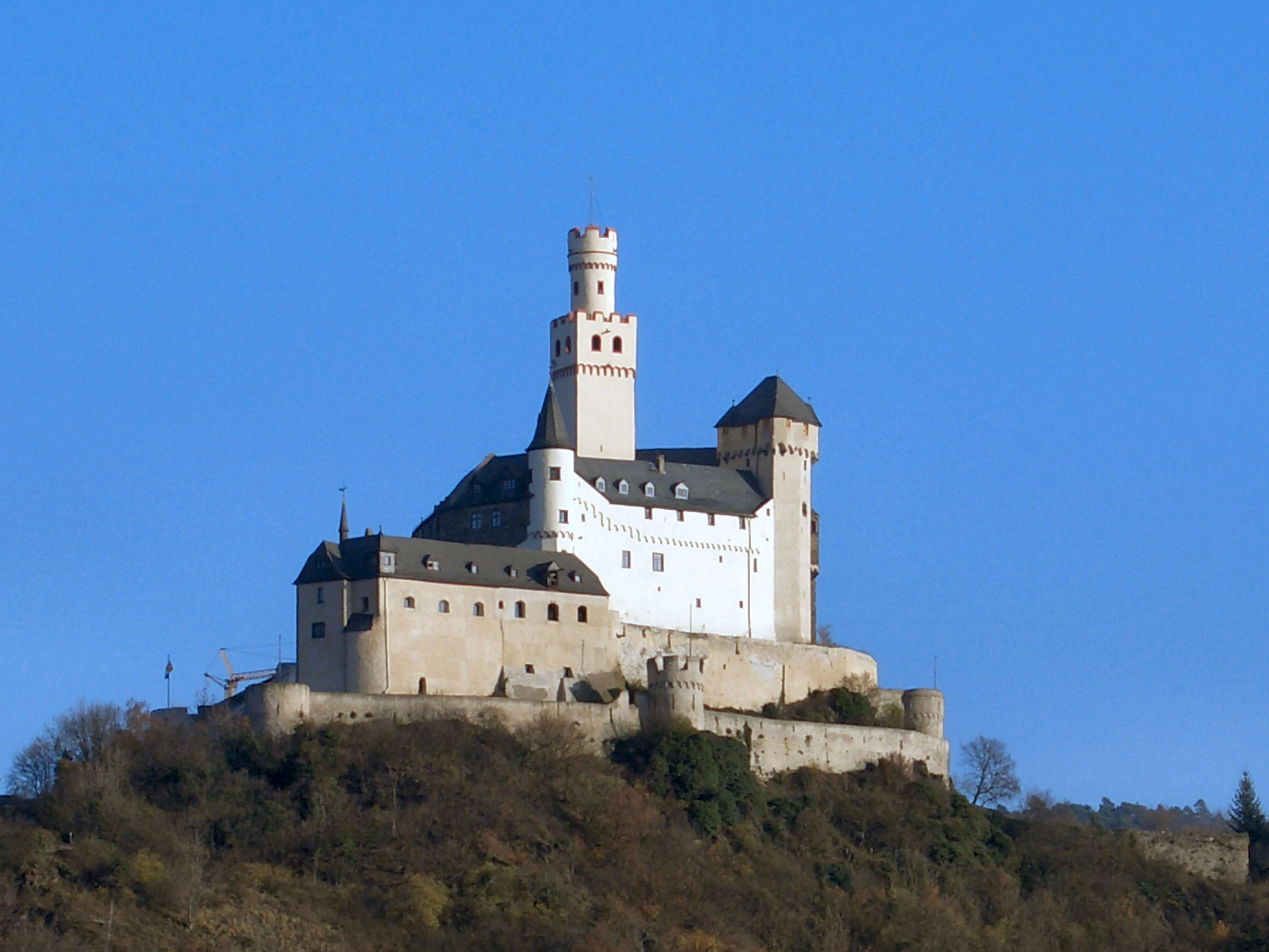
Die Marksburg zu Braubach, Sitz der Deutschen Burgenvereinigung

Die Deutsche Burgenvereinigung e. V. (DBV) wurde 1899 gegründet. Sie hat ihren Sitz auf der Marksburg über Braubach am Rhein. Die vereinseigene Einrichtung Europäisches Burgeninstitut (EBI) ist mit Burgenbibliothek und Burgenarchiv im Schloss Philippsburg in Braubach untergebracht.

## Geschichte
Die Deutsche Burgenvereinigung wurde 1899 als „Vereinigung zur Erhaltung deutscher Burgen“ in Berlin gegründet und erhielt 1953 ihren heutigen Namen. Der aktuelle Untertitel Burgen Schlösser Herrenhäuser – Erhalten Erforschen Erleben wurde auf der Mitgliederversammlung 2016 beschlossen und umschreibt die wesentlichen Inhalte der Vereinsarbeit. Die DBV ist die älteste private Initiative zur Erhaltung deutscher Denkmäler und trägt seit ihrer Gründung zum Erhalt und zur Erforschung von Burgen, Schlössern und Herrenhäusern in ganz Deutschland bei.
Im Jahr 1900 erwarb die Deutsche Burgenvereinigung die Marksburg. Ihren Sitz verlegte sie 1931 dorthin. Seit 1997 befindet sich auch Schloss Philippsburg (Braubach) im Eigentum des Vereins.

## Leitung

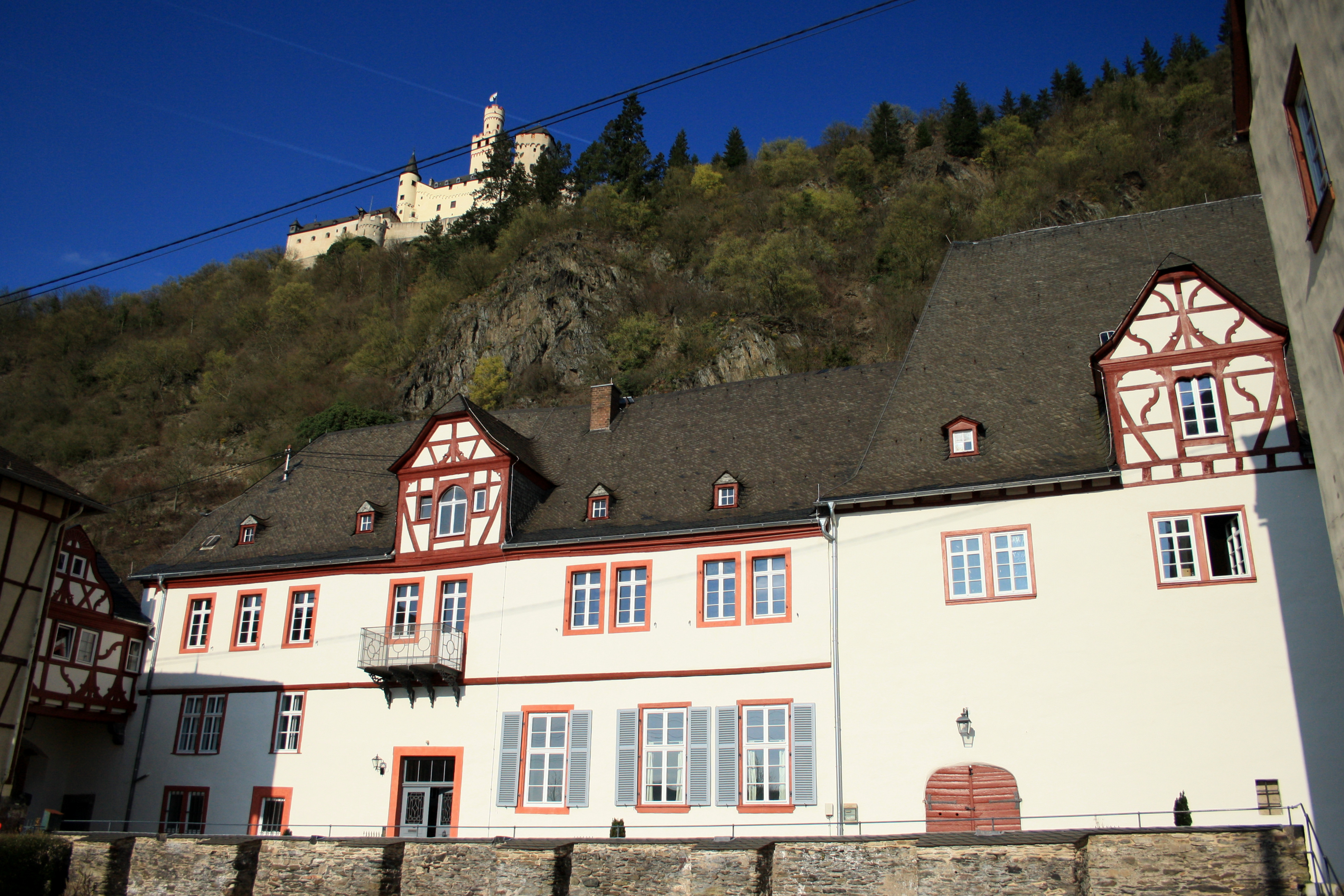
Die vereinseigenen Schlösser Marksburg und Philippsburg in Braubach am Rhein

Der erste Präsident 1899–1900 war Heinrich Freiherr von Buddenbrock.
Der Berliner Architekt und Gründer des Vereins Bodo Ebhardt hatte den Vereinsvorsitz von 1920 bis 1945 inne. Von 2013 bis 2019 war Barbara Schock-Werner die Präsidentin der DBV. Ihr Vorgänger war Alexander zu Sayn-Wittgenstein-Sayn, der heute als Ehrenpräsident auch der Stiftung der Deutschen Burgenvereinigung vorsitzt. Am 5. Mai 2019 wurde Maximilian Fürst zu Bentheim-Tecklenburg, der zuvor dem Präsidium angehörte, zu ihrem Nachfolger gewählt. Seine Wiederwahl erfolgte auf der Mitgliederversammlung am 18. Mai 2025 auf Schloss Dyck. Vizepräsident ist Diplom-Kaufmann und ehemalige Beigeordnete Peter Vermeulen. Als Vertreter der Wissenschaft wurde der Bauhistoriker Stefan Breitling und als Schatzmeister Stefan Köhl, Vorsitzender der Landesgruppe Rheinland-Pfalz/Saarland, in das Präsidium wiedergewählt. Weiterhin gehört Thomas Leibrecht als privater Burgbesitzer sowie als Landesgruppenvorsitzender der LG Baden-Württemberg dem Präsidium an.
Geschäftsführer des DBV war bis 2021 Gerhard Wagner, von April 2021 bis Anfang 2023 war der geprüfte Wirtschaftsfachwirt und Mediengestalter Stefan Hirtz Geschäftsführer, seit Juni 2023 ist Stefan Köhl als kommissarischer Geschäftsführer tätig. Seit Anfang 2024 ist Michael Kirchschlager Geschäftsführer und Burgvogt der Marksburg.
Leiter des Europäischen Burgeninstitutes ist der Archäologe Reinhard Friedrich.

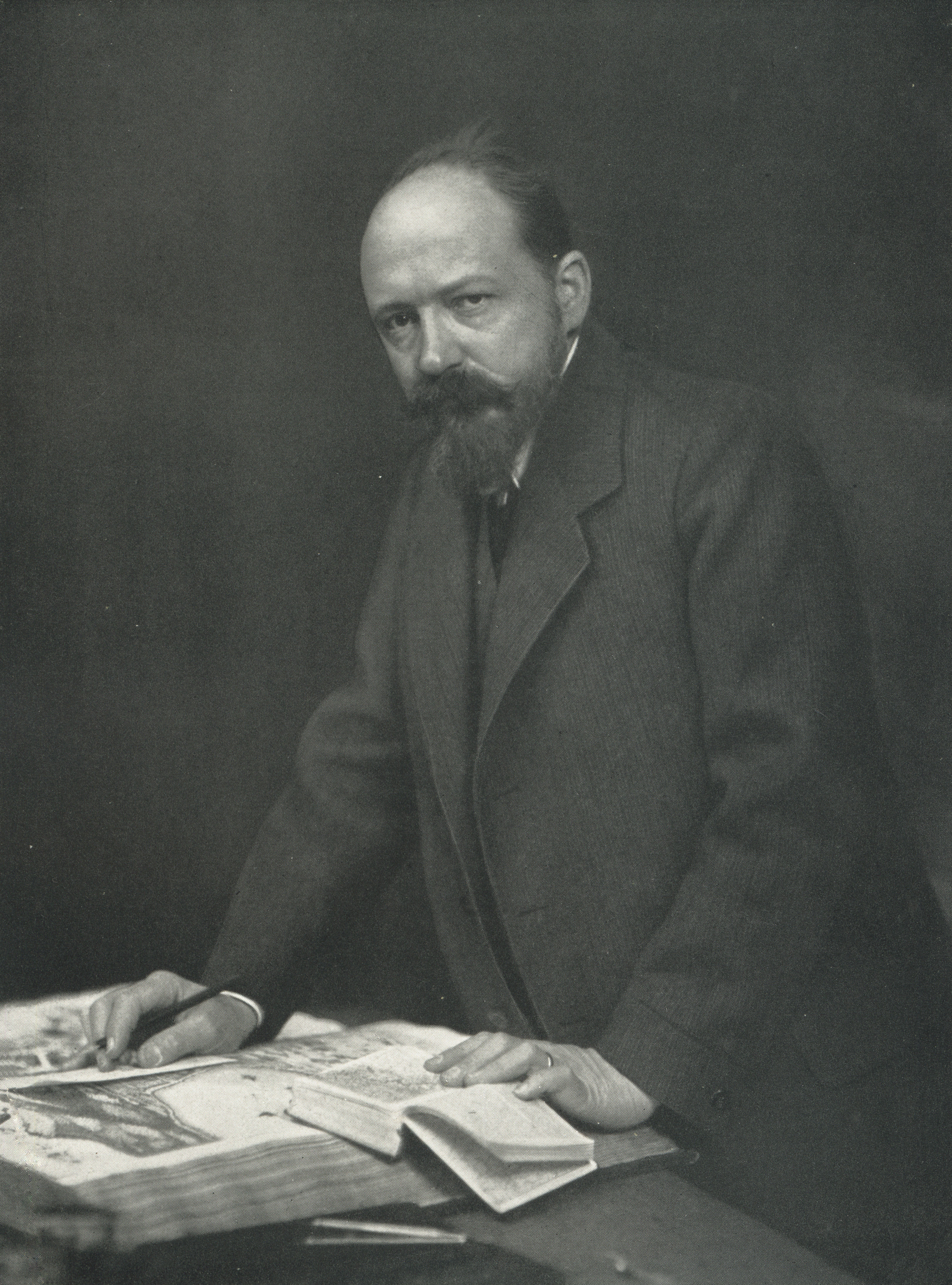
Der Gründer und langjährige DBV-Präsident Bodo Ebhardt, Porträtfotografie von Rudolf Dührkoop, 1912

Bundesweit hat die Deutsche Burgenvereinigung mehr als 3.000 Mitglieder. Davon sind ca. 10 % institutionelle Mitglieder, ca. 90 % sind Einzelmitglieder, davon wiederum ca. 10 % Burgen- oder Schlossbesitzer und ca. 90 % Burgen- und Schlösser-Freunde. Die DBV ist föderal organisiert. Die meisten Landesgruppen sind für die Gebiete der entsprechenden Bundesländer zuständig. In Nordrhein-Westfalen gibt es die Landesgruppen Rheinland und Westfalen-Lippe, die sich nach den Grenzen der Landschaftsverbände richten. Die Landesgruppen Rheinland-Pfalz/Saarland und Berlin/Brandenburg betreuen die Mitglieder aus jeweils zwei Bundesländern, die Landesgruppe Nord die Mitglieder aus Schleswig-Holstein, Hamburg und Bremen. Die Vorsitzenden der Landesgruppen bilden mit dem Präsidium den Vorstand der DBV. Zur Erfüllung ihrer Aufgaben hat die DBV einen Wissenschaftlichen Beirat, den Beirat für Denkmalerhaltung und die Aktionsgemeinschaft Privates Denkmaleigentum (APD).
Die Präsidenten der DBV in zeitlicher Reihenfolge:
- 1899–1900 Heinrich Freiherr von Buddenbrock
- 1900–1919 Egon von Bremen
- 1919–1920 von Schubert
- 1920–1945 Bodo Ebhardt (1865–1945)
- 1945–1957 Fritz Ebhardt (1894–1958)
- 1957–1968 Hans Spiegel (1893–1987)
- 1968–1971 Alexander Fürst zu Dohna-Schlobitten
- 1971–1986 Hannibal von Lüttichau-Bärenstein
- 1986–2013 Alexander Fürst zu Sayn-Wittgenstein-Sayn[3]
- 2013–2019 Barbara Schock-Werner
- ab 2019 Maximilian Fürst zu Bentheim-Tecklenburg[4]

## Aktivitäten
Ziele der DBV sind die Erhaltung der historischen Wehr- und Wohnbauten als Zeugnisse der Geschichte und Kultur durch:
- Burgen- und Bauforschung
- Publikation der Forschungsergebnisse in der Zeitschrift „Burgen und Schlösser“ (viermal jährlich) und in der Buchreihe „Veröffentlichungen der Deutschen Burgenvereinigung“ sowie aktuelle Informationen über Burgenfahren, Ausstellungen, Sanierungen, gefährdete Objekte usw. im Mitgliedermagazin „Mitteilungen“
- Durchführung von Vorträgen, Seminaren, wissenschaftlichen Kolloquien, Studienfahrten (die bereits von Bodo Ebhardt durchgeführten Burgenfahrten finden zweimal jährlich auf Ebene der DBV als organisierte Busreisen statt, ferner führen die einzelnen Landesgruppen eine Vielzahl von regionalen, ein- oder mehrtägigen Besichtigungstouren durch. Außerdem werden Spezialreisen, auch ins Ausland, unter Begleitung von professionellen Burgenforschern angeboten).
- Öffentlichkeitsarbeit zur gesellschaftlichen Anerkennung und materiellen Förderung des privaten Denkmaleigentums
- Trägerschaft und Ausstattung des Europäischen Burgeninstituts (EBI) mit Fachbibliothek, Bild- und Plansammlung, Dokumentation

Das Europäische Burgeninstitut widmet sich als wissenschaftliche Einrichtung der Deutschen Burgenvereinigung e. V. der „Erforschung der historischen Wehr- und Wohnbauten und [der] Verbreitung der Forschungsergebnisse“. Das Institut arbeitet eng mit anderen Instituten und Institutionen gleicher Zielsetzung in Europa zusammen. In den letzten Jahren wurde der Aufbau der internationalen Burgen-Datenbank „EBIDAT“ zu einer wichtigen Aufgabe. Zu den beteiligten Burgenforschern gehören u. a. die Wissenschaftler Joachim Zeune, Peter Ettel, Jens Friedhoff, Stephan Hoppe, Udo Mainzer.
Die Stiftung der Deutschen Burgenvereinigung vergibt jährlich initiierende Zuschüsse und seit 2015 den Großen Denkmalpreis der Deutschen Burgenvereinigung.
Seit 1983 betreut die Landesgruppe Baden-Württemberg das Burgmuseum auf der Burg Krautheim.